# Nyêmo
Nyêmo (塔荣镇S) è una città della prefettura di Lhasa nella Regione Autonoma del Tibet. È il capoluogo della contea di Nyêmo.